# Amedeo Crivellucci
Amedeo Crivellucci (Acquaviva Picena, 20 aprile 1850 – Roma, 11 novembre 1914) è stato uno storico italiano.

## Biografia
Compì gli studi liceali a Bologna e quelli universitari a Pisa, dove fu allievo della Scuola Normale dal 1870 al 1874.  Alla sua formazione di storico e all'apertura alle metodologie della storiografia tedesca contribuì in maniera determinante il magistero di Pasquale Villari. Nel 1876 si recò a Lipsia e Berlino, per perfezionare i suoi studi. Dal 1877 insegnò nelle scuole superiori di Sassari, Palermo e Roma. Nel 1885 vinse il concorso per la cattedra di storia moderna — all'epoca in questa disciplina era compreso anche il periodo medievale — presso l'Università di Pisa, che tenne fino al 1909. Nell'anno accademico 1904-1905 il periodo di insegnamento pisano fu interrotto da un anno di comando nella Biblioteca Casanatense di Roma.
Il suo insegnamento fu contraddistinto da una metodologia di stampo positivistico, attenta alle fonti e ai documenti, poco incline alle suggestioni e alle visioni d'insieme della “filosofia della storia”.
Nel 1892 uscì il primo numero della rivista Studi storici, che per qualche anno diresse e curò insieme al suo collega Ettore Pais, titolare dell'insegnamento di storia antica. La rivista divenne un'importante fucina per la formazione dei giovani storici. Proprio su Studi storici furono pubblicati i primi lavori di uno dei suoi allievi più importanti, Gioacchino Volpe. Alla sua scuola si formarono pure Gaetano Salvemini, che gli succedette nella medesima cattedra di storia moderna, Giovanni Gentile, che tanta importanza avrebbe avuto nella storia dell'ateneo pisano e della scuola italiana in genere, e Pietro Silva. Ai suoi allievi appariva come "figura grande, quadrata, composta; volto forte e malinconico, chiuso entro la gran barba fulva e la ricca capigliatura grigia; occhio vivo e profondo, severo e benevolo insieme: il 'longobardo' lo chiamavano gli allievi, per riguardo all'aspetto fisico e all'argomento quasi abituale dei suoi corsi".
Nel 1895 sposò la sua allieva Lidia von Brunst. Durante le vacanze estive si recava frequentemente nel paese natale e il suo ininterrotto rapporto con le Marche è testimoniato anche da studi sulla storia di questa regione.
A partire dal 1902 curò la pubblicazione dell'Annuario bibliografico della storia d'Italia dal sec. IV dell'E.V. ai giorni nostri , di cui uscirono 8 volumi. Nel 1907, chiamato a inaugurare l'anno accademico, tenne una lezione dal titolo “La tirannide sacerdotale” che per il violento contenuto polemico fece molto scalpore nella città: il cardinale Pietro Maffi, noto anche per i suoi studi teologici e scientifici, fece pervenire a tutti i docenti dell'università di Pisa un opuscolo di risposta.
Liberale ardentemente anticlericale, fu pure lontano da quelle che considerava mere utopie, socialismo e comunismo. 
Trasferito all'Università di Roma nel 1910, vi trovò un corpo docente più numeroso e variegato - e anche culturalmente più innovativo-  di quello pisano. Fra gli altri ritrovò il Pais, che nel frattempo aveva assunto a Roma la cattedra di Epigrafia. Dal 1911 al 1913 fu preside della facoltà di lettere. Nel 1914, allo scoppio della prima guerra mondiale aveva chiesto di essere richiamato. Morì l'11 novembre, colpito da malore durante la discussione di una tesi di laurea.

## Opere principali
- Del governo popolare di Firenze (1494-1512) e il suo riordinamento secondo il Guicciardini, Firenze 1877. (Si tratta della sua tesi di laurea, discussa a Pisa nel 1874)
- Storia delle relazioni fra lo Stato e la Chiesa. 3 volumi. Bologna e Firenze, 1885, 1886, 1907
- I primi saggi della storiografia fiorentina. Roma, 1882
- Un comune delle Marche nel 1798 e 99 e il brigante Sciabolone. Pisa, 1893
- La tirannide sacerdotale [Prolusione per l'inaugurazione dell'anno accademico 1907-1908, pubblicata nell'Annuario dell'Università di Pisa del medesimo anno]
- Landolfi Sagacis Historia romana, a cura di A.C.  2 volumi. Roma, 1912-1913
- Pauli Diaconi Historia romana, a cura di A.C. Roma, 1914